# Аркаскент
Аркаскент (ранее Аркагескен) — село в Цумадинском районе Дагестана. Входит в состав Шавинского сельсовета.

## География
Эксклав Цумадинского района на территории Бабаюртовского района, в 22 км к северо-востоку от села Бабаюрт.

## История
Село выросло на месте кутана Цумадинского района в зоне отгонного животноводства.

## Население
| 1959 | 1989 | 2002 | 2003 | 2004 | 2007 | 2010 |
| ---- | ---- | ---- | ---- | ---- | ---- | ---- |
| 78   | ↗121 | ↗156 | ↗173 | ↗174 | ↗201 | ↘180 |
| 2021 |      |      |      |      |      |      |
| ↗199 |      |      |      |      |      |      |